# Kanton Méréville
Der Kanton Méréville ist ein ehemaliger, von 1801 bis 2015 bestehender französischer Wahlkreis im Arrondissement Étampes, im Département Essonne und in der Region Île-de-France; sein Hauptort war Méréville, Vertreter im Generalrat des Départements war ab 2005 Guy Crosnier (UMP).
Der 1967 gegründete 22 Gemeinden umfassende Kanton war 232,19 km² groß und hatte im Jahr 14.883 Einwohner (Stand: 2006).

## Gemeinden
| Gemeinde               | Einwohner Jahr | Fläche km² | Bevölkerungsdichte | Postleitzahl | Code INSEE |
| ---------------------- | -------------- | ---------- | ------------------ | ------------ | ---------- |
| Abbéville-la-Rivière   | 296 (2013)     | –          | – Einw./km²        | 91110        | 91001      |
| Angerville             | 4174 (2013)    | –          | – Einw./km²        | 91670        | 91016      |
| Arrancourt             | 131 (2013)     | –          | – Einw./km²        | 91690        | 91022      |
| Blandy                 | 121 (2013)     | –          | – Einw./km²        | 91150        | 91067      |
| Bois-Herpin            | 76 (2013)      | –          | – Einw./km²        | 91150        | 91075      |
| Boissy-la-Rivière      | 573 (2013)     | –          | – Einw./km²        | 91690        | 91079      |
| Brouy                  | 134 (2013)     | –          | – Einw./km²        | 91150        | 91112      |
| Chalou-Moulineux       | 421 (2013)     | –          | – Einw./km²        | 91740        | 91131      |
| Champmotteux           | 385 (2013)     | –          | – Einw./km²        | 91150        | 91137      |
| Congerville-Thionville | 232 (2013)     | –          | – Einw./km²        | 91740        | 91613      |
| Estouches              | 231 (2013)     | –          | – Einw./km²        | 91660        | 91222      |
| Fontaine-la-Rivière    | 234 (2013)     | –          | – Einw./km²        | 91690        | 91240      |
| Guillerval             | 807 (2013)     | –          | – Einw./km²        | 91690        | 91294      |
| La Forêt-Sainte-Croix  | 161 (2013)     | –          | – Einw./km²        | 91150        | 91248      |
| Marolles-en-Beauce     | 207 (2013)     | –          | – Einw./km²        | 91150        | 91374      |
| Méréville              | 3130 (2013)    | –          | – Einw./km²        | 91660        | 91390      |
| Mespuits               | 202 (2013)     | –          | – Einw./km²        | 91150        | 91399      |
| Monnerville            | 399 (2013)     | –          | – Einw./km²        | 91930        | 91414      |
| Pussay                 | 2038 (2013)    | –          | – Einw./km²        | 91740        | 91511      |
| Roinvilliers           | 90 (2013)      | –          | – Einw./km²        | 91150        | 91526      |
| Saclas                 | 1790 (2013)    | –          | – Einw./km²        | 91690        | 91533      |
| Saint-Cyr-la-Rivière   | 496 (2013)     | –          | – Einw./km²        | 91690        | 91544      |

## Bevölkerungsentwicklung
| 1968 | 1975   | 1982   | 1990   | 1999   | 2006   | 2011   |
| ---- | ------ | ------ | ------ | ------ | ------ | ------ |
| 9624 | 10.680 | 11.549 | 12.910 | 14.036 | 14.883 | 15.987 |